# Leon Koppens
Leon Koppens (ur. 25 marca 1890 w Rudzie, zm. 8 lutego 1964 w Buenos Aires) – poeta, polski dyplomata i urzędnik konsularny.

## Życiorys
Syn Juliusza (1887–1944), urzędnika, i Marii z Podwińskich. W 1908 ukończył ze stopniem celującym VIII klasę i zdał z odznaczeniem egzamin dojrzałości w Zakładzie Naukowo-Wychowawczym Ojców Jezuitów w Bąkowicach pod Chyrowem (w jego klasie byli m.in. Aleksander Birkenmajer, Stanisław Łoś, Kazimierz Papara). Studiował na Wydziale Filozoficznym Uniwersytetu w Wiedniu oraz na Wydziale Filozoficznym Uniwersytetu Jagiellońskiego (1911/1912).
Był urzędnikiem w austriackim Ministerstwie dla Galicji (1917–1918) oraz w Przedstawicielstwie Głównego Urzędu Likwidacyjnego w Wiedniu (1918–1921).
W polskiej służbie zagranicznej od 1921; m.in. pełnił funkcję szefa kancelarii w poselstwie w Wiedniu (1921–1924), sekr. poselstwa w Pradze (1924–1932), radcy min./kier. ref. w Ministerstwie Spraw Zagranicznych (1932–1937), konsula generalnego i kierownika Konsulatu RP we Wrocławiu (1937–1939).
Był zatrudniony w strukturach resortu spraw zagranicznych Rządu RP na uchodźstwie, m.in. w ambasadzie w Paryżu (1940), w MSZ w Angers, w Biurze Polskim w Lyonie (1940–1941). Później pracował w nicejskim Biurze Administracji Polaków (1945), a następnie pełnił tam funkcję Konsula Generalnego RP (1945). Wraz z żoną wyjechał do Ameryki Południewej, gdzie zatrudniony był w Biurze Opieki nad Polakami, jak również w Biurze Przesiedleńczym dla Polaków (Resettlement Office for Poles) przy Konsulacie Generalnym Wielkiej Brytanii w Buenos Aires (1947–1950) . Zginął tragicznie wraz z żoną i został pochowany na jednym z cmentarzy w prowincji Buenos Aires.

## Ordery i odznaczenia
- Złoty Krzyż Zasługi
- Srebrny Krzyż Zasługi (14 czerwca 1928)[7]
- Srebrny Wawrzyn Akademicki (5 listopada 1938)[8]
- Srebrny Medal za Długoletnią Służbę
- Brązowy Medal za Długoletnią Służbę
- Medal Dziesięciolecia Odzyskanej Niepodległości
- Oficer Orderu Lwa Białego (Czechosłowacja)
- Odznaka Honorowa za Zasługi dla Republiki Austrii (Austria)